# Iekaterina Romanova
Pour les articles homonymes, voir Tchernova.
Iekaterina Romanova (en russe : Екатерина Романова) (née Tchernova le 26 janvier 1986 à Balakovo) est une joueuse de volley-ball russe. Elle mesure 1,78 m et joue au poste de libero. Elle totalise 5 sélections en équipe de Russie.

## Clubs
| Club                | De        | À         |
| ------------------- | --------- | --------- |
| CSKA Moscou         | 2002-2003 | 2002-2003 |
| AES Balakovo        | 2003-2004 | 2004-2005 |
| Fakel Novy Ourengoï | 2005-2006 | 2005-2006 |
| Proton Balakovo     | 2006-2007 | 2012-2013 |
| Ouralotchka NTMK    | 2013-2014 | …         |

## Palmarès
- Coupe de la CEV
  - Finaliste : 2014.
- Challenge Cup
  - Finaliste : 2015.
- Championnat de Russie
  - Finaliste : 2016.